# 藤谷淳
藤谷 淳（ふじや あつし、1982年4月30日 - ）は、日本のラグビー選手。

## プロフィール
- 秋田県男鹿市出身[1]。
- ポジションはウィング(WTB)、フルバック(FB)。
- 身長 181cm、体重 91kg
- ニックネームはアツシ[2]。
- 7人制日本代表に選ばれたことがある[3]。

## 略歴
2001年、秋田工業高校卒業後、法政大学に入る。
2005年、法政大学卒業後、東芝府中ブレイブルーパスに加入。
2008年10月11日に行われたジャパンラグビートップリーグ第4節の近鉄ライナーズ戦に途中出場で公式戦初出場を果たす。
2013年、東芝ブレイブルーパスを退団した。